# Tim Jitloff
Tim Jitloff (* 11. Januar 1985 in San José, Kalifornien) ist ein ehemaliger US-amerikanischer Skirennläufer. Er war auf die Disziplinen Slalom und Riesenslalom spezialisiert.

## Biografie
Jitloff wuchs am Lake Tahoe auf und erlernte das Skifahren in Alpine Meadows. Im Dezember 2000 nahm er erstmals an FIS-Rennen teil, Einsätze im Nor-Am Cup folgten ab November 2002. Einer breiteren Öffentlichkeit bekannt wurde er aufgrund seiner Erfolge bei den Juniorenweltmeisterschaften 2005 in Bardonecchia, wo er die Goldmedaille in der Kombinationswertung gewann. In der Saison 2006/07 entschied er die Slalomwertung des Nor-Am Cups für sich, die Saison 2007/08 beendete er als Vierter der Gesamtwertung. Am 17. Dezember 2006 bestritt Jitloff sein erstes Weltcup-Rennen, den Riesenslalom auf der Gran Risa in Alta Badia. Bei den Weltmeisterschaften 2007 wurde er 18. im Riesenslalom und 25. im Slalom.
Als 20. des Riesenslaloms von Sölden am 26. Oktober 2008 fuhr Jitloff zum Auftakt der Saison 2008/09 erstmals in die Weltcup-Punkteränge. Knapp vier Monate später überraschte er mit Platz 5 im Riesenslalom von Sestriere. Bei den Weltmeisterschaften 2009 in Val-d’Isère belegte er die Plätze 22 im Slalom und 26 im Riesenslalom. In der folgenden Saison 2009/10 konnte er sich nur dreimal knapp in den Punkterängen klassieren. Im Winter 2010/11 war der achte Platz in der Kombination von Bansko sein bestes Weltcupergebnis. Bei den Weltmeisterschaften 2011 in Garmisch-Partenkirchen 2011 startete er nur in der Kombination, die er an 14. Stelle beendete. In der Weltcupsaison 2011/12 stand ein 10. Platz als beste Ergebnisse zu Buche, im darauf folgenden Winter 2012/13 ein 12. Platz (beide Male in Riesenslaloms).
Am 22. Dezember 2013 egalisierte Jitloff mit Platz 5 im Riesenslalom von Alta Badia sein Karriere-Bestergebnis. Er wurde für die Olympischen Winterspiele 2014 in Sotschi nominiert, wo er im Riesenslalom auf Platz 15 fuhr. In der Saison 2014/15 wurde er zweimal Neunter in Beaver Creek, zuerst im Dezember im Weltcup, danach im Februar bei den Weltmeisterschaften 2015. Zwei weitere Top-10-Platzierungen kamen in der Saison 2015/16 hinzu. In den zwei folgenden Wintern verlor er allmählich den Anschluss an die Weltspitze. Bei den Olympischen Winterspielen 2018 in Pyeongchang schied er im ersten Lauf des Riesenslaloms aus. Am 14. März 2018 gab Jitloff das Ende seiner Spitzensportkarriere bekannt.
Jitloff spricht fließend Deutsch und lebt in Bergen im Chiemgau; von dort stammt seine Freundin, die er bei den Weltmeisterschaften 2011 in Garmisch kennengelernt hatte.

## Erfolge

### Olympische Spiele
- Sotschi 2014: 15. Riesenslalom

### Weltmeisterschaften
- Åre 2007: 18. Riesenslalom, 25. Slalom
- Val-d’Isère 2009: 22. Slalom, 26. Riesenslalom
- Garmisch-Partenkirchen 2011: 14. Super-Kombination
- Schladming 2013: 16. Riesenslalom
- Vail/Beaver Creek 2015: 9. Riesenslalom, 17. Kombination

### Junioren-Weltmeisterschaften
- Bardonecchia 2005: 1. Kombination, 6. Slalom, 7. Riesenslalom, 10. Abfahrt

### Weltcup
- 9 Platzierungen unter den besten zehn in Einzelrennen
- 1 Podestplatz bei Mannschaftswettbewerben

### Weltcupwertungen
| Saison  | Gesamt | Gesamt | Super-G | Super-G | Riesenslalom | Riesenslalom | Slalom | Slalom | Kombination | Kombination |
| Saison  | Platz  | Punkte | Platz   | Punkte  | Platz        | Punkte       | Platz  | Punkte | Platz       | Punkte      |
| ------- | ------ | ------ | ------- | ------- | ------------ | ------------ | ------ | ------ | ----------- | ----------- |
| 2008/09 | 75.    | 79     | –       | –       | 28.          | 63           | 49.    | 16     | –           | –           |
| 2009/10 | 136.   | 9      | –       | –       | 48.          | 9            | –      | –      | –           | –           |
| 2010/11 | 99.    | 54     | –       | –       | 39.          | 15           | –      | –      | 23.         | 39          |
| 2011/12 | 78.    | 75     | –       | –       | 27.          | 75           | –      | –      | –           | –           |
| 2012/13 | 82.    | 52     | –       | –       | 29.          | 52           | –      | –      | –           | –           |
| 2013/14 | 50.    | 147    | –       | –       | 18.          | 127          | –      | –      | 19.         | 20          |
| 2014/15 | 60.    | 122    | 48.     | 7       | 17.          | 109          | –      | –      | 36.         | 6           |
| 2015/16 | 76.    | 105    | –       | –       | 25.          | 105          | –      | –      | –           | –           |
| 2016/17 | 103.   | 33     | –       | –       | 34.          | 33           | –      | –      | –           | –           |
| 2017/18 | 98.    | 40     | –       | –       | 31.          | 40           | –      | –      | –           | –           |

### Nor-Am Cup
- Saison 2006/07: 7. Gesamtwertung, 1. Riesenslalomwertung, 9. Slalomwertung
- Saison 2007/08: 4. Gesamtwertung, 4. Riesenslalomwertung, 5. Slalomwertung
- Saison 2009/10: 2. Kombinationswertung
- Saison 2010/11: 5. Riesenslalomwertung, 9. Super-Kombinations-Wertung
- Saison 2016/17: 10. Riesenslalomwertung
- 15 Podestplätze, davon 6 Siege:

| Datum            | Ort               | Land   | Disziplin         |
| ---------------- | ----------------- | ------ | ----------------- |
| 3. Januar 2007   | Sunday River      | USA    | Riesenslalom      |
| 4. Januar 2007   | Sunday River      | USA    | Slalom            |
| 14. März 2007    | Panorama          | Kanada | Riesenslalom      |
| 21. Februar 2010 | Aspen             | USA    | Super-Kombination |
| 15. März 2011    | Whistler          | Kanada | Riesenslalom      |
| 17. März 2017    | Mont Sainte-Marie | Kanada | Riesenslalom      |

### Weitere Erfolge
- 4 US-amerikanische Meistertitel (Riesenslalom 2008, 2009 und 2013; Kombination 2009)
- 7 Podestplätze im Europacup, davon 4 Siege
- 14 Siege in FIS-Rennen